# Нина, Лоренцо
Лоренцо Нина (итал. Lorenzo Nina; 12 мая 1812, Реканати, Папская область — 25 июля 1885, Рим, королевство Италия) — итальянский куриальный кардинал. Префект Священной Конгрегации образования с 19 октября 1877 по 9 августа 1878. Государственный секретарь Святого Престола, Префект Дома Его Святейшества и Администратор имущества Святого Престола с 9 августа 1878 по 16 декабря 1880. Префект Апостольского дворца с 9 августа 1878 по 25 июля 1885. Префект Священной Конгрегации Тридентского собора и Священной Конгрегации Церковного иммунитета с 7 ноября 1881 по 25 июля 1885. Кардинал-дьякон с 12 марта 1877, с титулярной диаконией Сант-Анджело-ин-Пескерия с 20 марта 1877 по 28 февраля 1879. Кардинал-священник с титулом церкви Санта-Мария-ин-Трастевере с 28 февраля 1879. 